# Cuise-la-Motte
Cuise-la-Motte är en kommun i departementet Oise i regionen Hauts-de-France i norra Frankrike. Kommunen ligger i kantonen Attichy som tillhör arrondissementet Compiègne. År 2022 hade Cuise-la-Motte 2 101 invånare.

## Befolkningsutveckling
Antalet invånare i kommunen Cuise-la-Motte
| Referens: INSEE |